# Łęczyccy herbu Niesobia
Łęczyccy herbu Niesobia – polski ród szlachecki wywodzący się z Podlasia.

herb Niesobia

Udokumentowane początki rodu sięgają XV wieku. Najstarszy zapis dotyczy Falki żona Stanisława "Łaczyczki" (Łęczycki) skarżącej się na braci Piotra, Mikołaja i Jana de Lubiesza o posag z 1479 r.
Obecnie mieszka w Polsce 1387 osób o nazwisku Łęczycki. Na terytorium dawnego województwa siedleckiego jest ich 236.